# Brunetto Latini
Brunetto Latini (* um 1220 in Florenz; † 1294) war ein italienischer Staatsmann, Gelehrter und Schriftsteller, bekannt auch als Lehrer und väterlicher Freund Dantes.

## Leben
Brunetto Latini wurde um 1220 in Florenz geboren. 1260 reiste er als Gesandter der Partei der Guelfen aus seiner von Machtkämpfen zerrissenen Vaterstadt zu König Alfons von Kastilien. Nach dem Sieg der Partei der Ghibellinen noch im selben Jahr wurde er verbannt und ließ sich in Paris nieder, wo er seine unfreiwillige Muße zu literarischen Arbeiten nutzte.
Nach der Wiederherstellung der Herrschaft der Guelfen aufgrund der Niederlage der Ghibellinen in der Schlacht bei Benevent kehrte er 1266 nach Florenz zurück und bekleidete wichtige Ämter. 1273 wurde er zum – allerdings mit geringem politischen Gewicht ausgestatteten – ersten Kanzler der Republik ernannt, und 1287 Sekretär der Stadtrepublik. Während dieser Zeit kümmerte er sich um die Erziehung des jungen Dante, der ihm durch Familienbeziehungen nahestand und ihm wahrscheinlich die Grundlagen seiner enzyklopädischen und klassischen Bildung verdankt. Brunetto starb 1294.

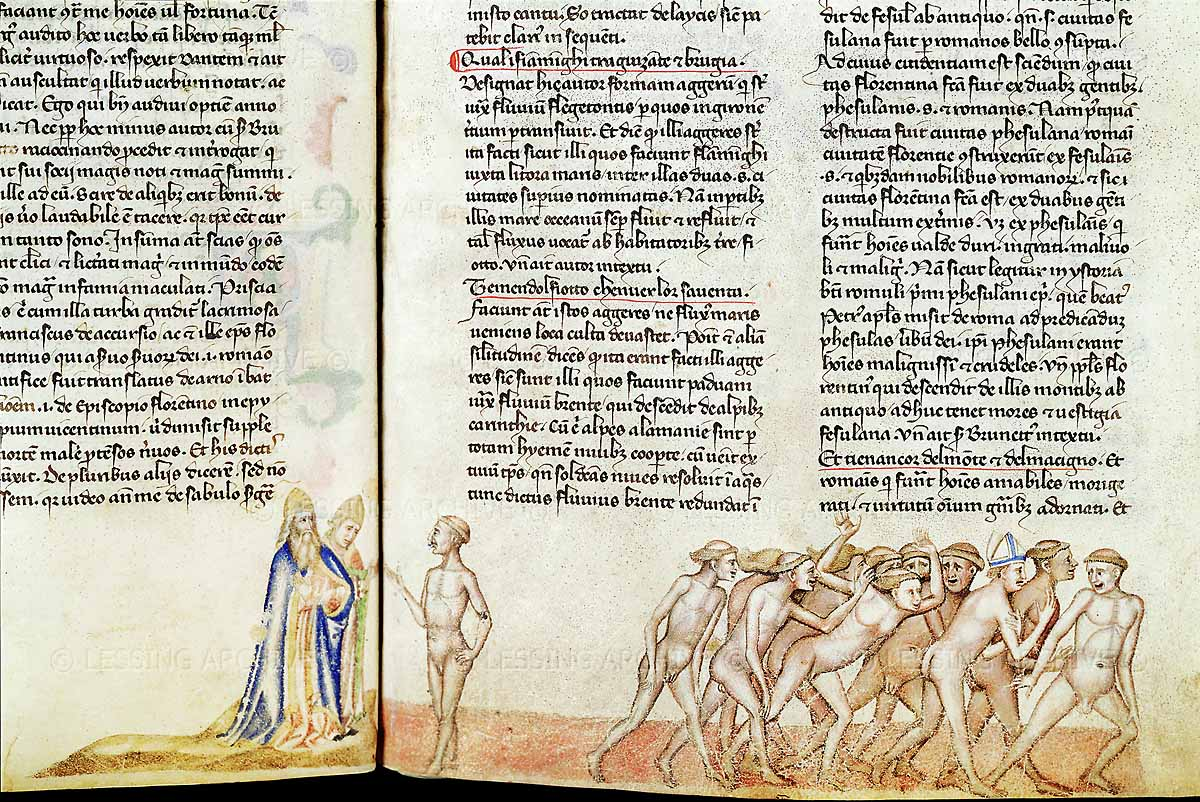
Dante und Vergil reden mit Latini in der Hölle. Aus einem illustrierten Kommentar zur Göttlichen Komödie, zirka 1345

Dante setzte seinem Mentor ein Denkmal im 15. Gesang (Hölle) der Göttlichen Komödie. Er bezeichnet ihn dort zwar als denjenigen, der ihn „gelehrt, wie Menschen ewigen Ruhm erstreben“, doch versetzt er ihn unter die Sodomiten und lässt ihn deren Qualen erleiden. Der Grund hierfür ist nicht ganz klar, zeitgenössische Informationen über Brunettos Sexualleben gibt es nicht. Möglich ist, dass Dante Brunetto nicht wegen dessen sexueller Neigungen zu den Sodomiten steckte, sondern wegen damals anstößiger Äußerungen in seinen Texten.

## Werke
Im Pariser Exil verfasste Brunetto in französischer Sprache sein Livre du Trésor (Buch vom Schatz), eine Art Enzyklopädie des geographisch-naturkundlichen, philosophisch-moralischen und biblisch-althistorischen Wissens der Zeit und zugleich der Politik und der Rhetorik. Das Werk war gedacht als Lehrbuch und Nachschlagewerk für ein breiteres, d. h. nichtklerikales, vor allem städtisch-patrizisches Publikum.
Der in nüchterner französischer Prosa geschriebene Trésor, für den es damals nur lateinisch verfasste Vorbilder gab, wurde seinerseits Vorbild für zahlreiche ähnliche in den Volkssprachen verfasste Werke in Frankreich und anderswo in Europa. Die Tatsache, dass Brunetto französisch schrieb, um (wie er selbst vermerkt) möglichst viele Leser zu erreichen, bezeugt die Bedeutung, die das Französische inzwischen als europäische Verkehrssprache gewonnen hatte.
Vorbild für den Trésor war u. a. Cicero, dessen De Inventione Brunetto bereits zuvor übersetzt und mit weitreichenden Kommentaren versehen hatte, wobei diese kommentierte Übersetzung als eine der wichtigsten Quellen der altitalienischen Sprache gilt.
Ein anderes, fast gleichzeitig entstandenes Werk ist der Tesoretto (hrsg. von Zannoni, Florenz 1824), eine in italienischer Sprache abgefasste episch-moralisierende Dichtung in allegorischem Gewand, die als ein Vorläufer der Divina commedia angesehen werden kann.
Des Weiteren wird Brunetto die Übersetzung von drei ciceronianischen Reden, Pro Q. Ligarius, Pro M. Marcellus und Pro rege Deiotaro zugeschrieben, zweifelhaft ist dagegen die Zuschreibung der Übersetzung der Reden gegen Catilina.
Eine Sammlung Epistolae, conjecturae et observationes von Brunetto erschien in zwei Bänden (Rom 1659).
Für die Entwicklung der italienischen Sprache hat Brunetto Latini herausragende Bedeutung, so bezeichnet ihn Giovanni Villani als den „Beginner und Meister in der Entwicklung der toskanischen Sprache“.

## Werkausgaben

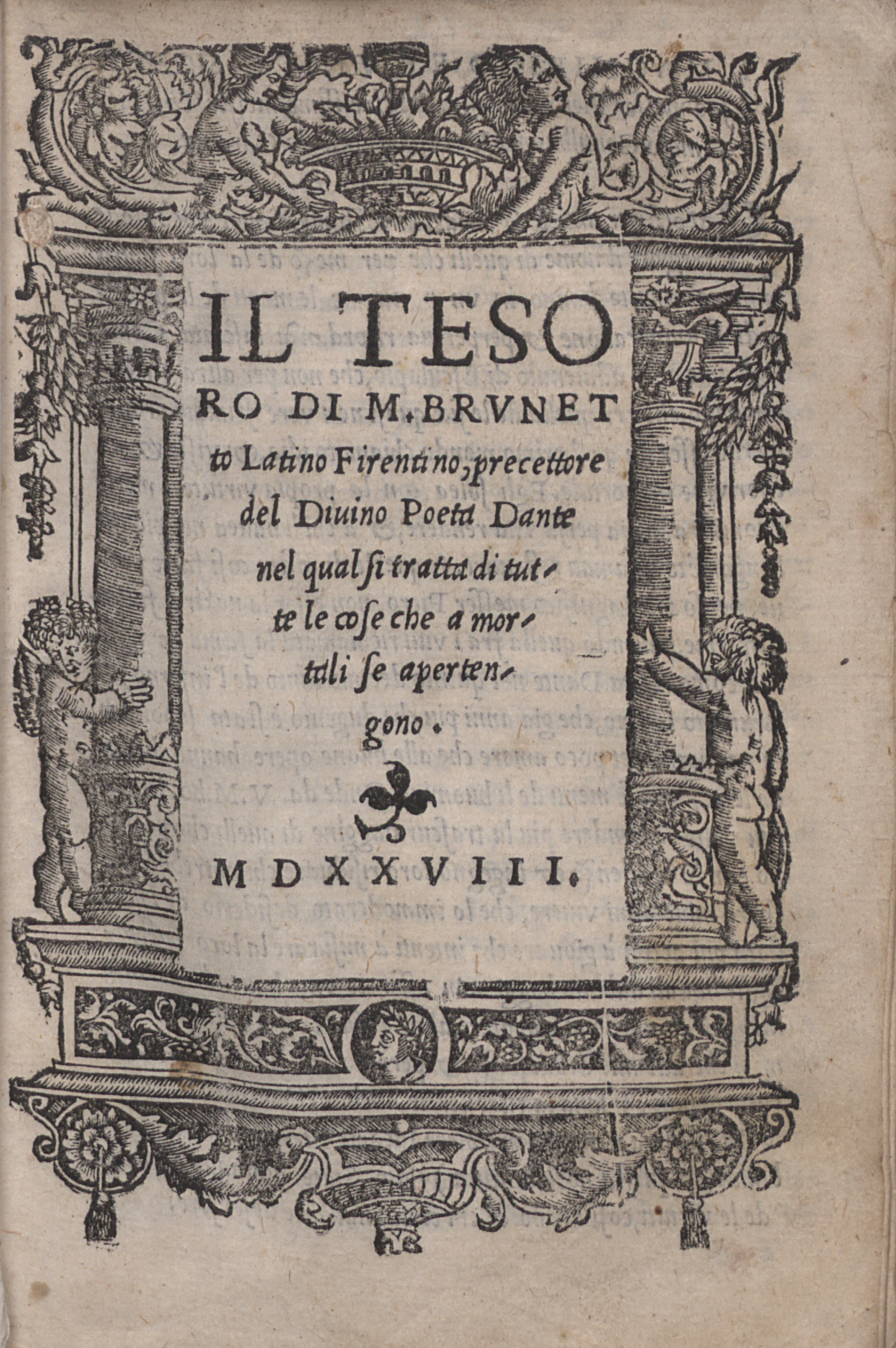
Livres dou Tresor

- Il Tesoretto e il Favolello, hersg. von B. von Wiese, in: Zeitschrift für romanische Philologie 7, S. 236 ss.
- Li livres dou Trésor, herausgegeben von Polycarpe Chabaille, Paris 1863.